# 74503 Мадола
74503 Мадола (74503 Madola) — астероїд головного поясу, відкритий 23 лютого 1999 року.
Тіссеранів параметр щодо Юпітера — 3,156.